# 9957 Raffaellosanti

9957 Raffaellosanti

9957 Raffaellosanti eller 1991 TO13 är en asteroid i huvudbältet som upptäcktes den 6 oktober 1991 av den tyske astronomen Freimut Börngen vid Tautenburg-observatoriet. Den är uppkallad efter den italienska konstnären Rafael.
Asteroiden har en diameter på ungefär 5 kilometer.